# Giải quần vợt Istanbul Mở rộng 2017
Giải quần vợt Istanbul Mở rộng 2017 (có thể hiểu như là TEB BNP Paribas Istanbul Open cho mục đích tài trợ) là giải quần vợt nam chuyên nghiệp chơi ở mặt sân đất nện là Istanbul Open, và là sự kiện ATP World Tour 250. Nó diễn ra tại Koza World of Sports Arena ở Istanbul, Thổ Nhĩ Kỳ, tứ ngày 1–7 tháng 5 năm 2017.

## Vận động viên Đơn

### Hạt giống
| Quốc gia | Tay vợt           | Xếp hạng1 | Hạt giống |
| -------- | ----------------- | --------- | --------- |
| CAN      | Milos Raonic      | 6         | 1         |
| CRO      | Marin Čilić       | 8         | 2         |
| ARG      | Diego Schwartzman | 34        | 3         |
| ITA      | Paolo Lorenzi     | 38        | 4         |
| SRB      | Viktor Troicki    | 39        | 5         |
| AUS      | Bernard Tomic     | 41        | 6         |
| CRO      | Borna Ćorić       | 48        | 7         |
| BEL      | Steve Darcis      | 53        | 8         |

- Rankings are as of ngày 24 tháng 4 năm 2017.

### Vận động viên khác
Wildcard:
- Marin Čilić
- Márton Fucsovics
- Cem İlkel

The following player received entry as a special exempt:
- Laslo Đere

Vượt qua vòng loại:
- Riccardo Bellotti
- Daniel Brands
- Adrián Menéndez-Maceiras
- Stefanos Tsitsipas

Thua cuộc may mắn:
- Mohamed Safwat

### Bỏ cuộc
Trước giải đấu
- Radu Albot →replaced by  Mohamed Safwat

## Vận động viên Đôi

### Hạt giống
| Quốc gia | Tay vợt           | Quốc gia | Tay vợt        | Xếp hạng1 | Hạt giống |
| -------- | ----------------- | -------- | -------------- | --------- | --------- |
| Hoa Kỳ   | Nicholas Monroe   | NZL      | Artem Sitak    | 94        | 1         |
| MEX      | Santiago González | GBR      | Dominic Inglot | 112       | 2         |
| ISR      | Jonathan Erlich   | Hoa Kỳ   | Scott Lipsky   | 122       | 3         |
| ARG      | Guillermo Durán   | ARG      | Andrés Molteni | 134       | 4         |

- Rankings are as of ngày 24 tháng 4 năm 2017.

### Vận động viên khác
Wildcards:
- Tuna Altuna /  Alessandro Motti
- Altuğ Çelikbilek /  Cem İlkel

## Nhà vô địch

### Đơn
- Marin Čilić đánh bại  Milos Raonic, 7–6(7–3), 6–3

### Đôi
- Roman Jebavý /  Jiří Veselý đánh bại  Tuna Altuna /  Alessandro Motti 6–0, 6–0